# Domenico Coletta
Domenico Coletta o Collesta (Sovana, ... – 1520) è stato un vescovo cattolico italiano.

## Biografia
Domenico Coletta, anche trascritto Domenico Collesta, era originario di Sovana e venne nominato vescovo di quella diocesi il 2 dicembre 1517 da papa Leone X, in seguito alla cacciata di Lattanzio Petrucci, accusato di tradimento. Resse l'episcopio per circa due anni, fino alla morte avvenuta agli inizi del 1520. Il suo successore nella diocesi sovanese, Raffaello Petrucci, venne nominato il 6 febbraio di quell'anno.